# سولي زاكس
سولي زاكس هو نقابي وسياسي جنوب أفريقي، ولد في 11 نوفمبر 1900 في Rokiškis District Municipality ‏ في ليتوانيا، وتوفي في 30 يوليو 1976 في لندن في المملكة المتحدة.